# Santa Sofia, Capri
Sveta Sofija (tal. Santa Sofia) je rimokatolička crkva koja se nalazi na glavnom trgu u mjestu Anacapri na otoku Capriju u Italiji. Datira iz 1596. godine kada je zamijenila crkvu Chiesa di Santa Maria di Costantinopoli kao župna crkva. Neki od građevinskih materijala i opreme, kao što su sakristija i oratorij, izvorno su bili u Chiesa di San Carlo. Crkvene kapele posvećene su Sant'Antoniju, svecu zaštitniku Anacaprija, i Madonni del Buon Consiglio. Arhitektonske značajke uključuju dva zvonika i barokno pročelje.ref name="capri.net">Capri The churches. Capri On Line. Inačica izvorne stranice arhivirana 18. lipnja 2012. Pristupljeno 8. srpnja 2012.</ref> Vjenčanje Guiliane DePandi i Billa Rancica dogodilo se u Chiesa di Santa Sofia.

## Povijest
Santa Sofija vjerojatno datira iz 1595.–1596. na mjestu gdje je bila ranija crkva posvećena svetom Karlu. Datum 1510. upisan na pročelju je netočan. Dovršena 1642., postala je nova župna crkva u Anacapriju umjesto Santa Maria di Costantinopoli . Najstariji preostali dio je oratorij, lijevo od svetišta, koji je vjerojatno sagrađen na ostacima San Carla. Godine 1698. crkva je proširena s dvije kapele, a lađa je proširena prema trgu. Daljnje preinake izvršene su 1706. (Brdo čistilišta), 1765. (pročelje) i 1777. (zvonik). Crkvu je 1790. službeno posvetio Nicola Saveirio Gamboni, biskup Caprija. Godine 1879. prezbiterij je proširen iu njemu je osiguran prostor za goste.

## Arhitektura
Tlocrt crkve je u obliku latinskog križa s jednobrodnim, bočnim kapelama i kupolom iznad sjecišta broda i transepta. Nedostatak detaljnog planiranja od samog početka može se vidjeti u načinu na koji su kapelice različitih veličina razvijane bez ikakve dosljednosti. Lađa je prekrivena velikim svodom, dok kapele imaju svodove različitih veličina. U apsidi četvrtastog oblika nalazi se mramorni oltar iz osamnaestog stoljeća. Kupolu nose četiri velika luka s pilastrima koji se protežu prema gore i dijele kupolu na osam segmenata. Srušio ga je udar groma 2004. godine, ali je u međuvremenu popravljen. Uz glavnu kupolu, postoji pet manjih kupola, a svaka je na vrhu lanterne.
Pročelje se sastoji od dva preklapajuća dijela, povezana volutama koje završavaju niskim vrhovima . Glavna lesena obuhvaća tri dijela ispresijecana s dva manja u kojima se u dvije niše nalaze glineni kipovi Sant'Antonija i Svete Sofije, oba djela rimskog kipara Nenija ili Nene. Središnji dio sadrži glavna vrata s ukrašenim okvirom od štukature, dok se na gornjoj razini nalazi pravokutni prozor. Tu su i manja vrata s obje strane glavnih vrata, a svaka je nadvišena ovalnim prozorom. Zvonik se može vidjeti lijevo od pročelja s dva sata i tri zvona posvećena Santa Sofia, Santa Maroa i Santa Elia.
U lađi neposredno ispred zadnjeg luka s desne strane uzdignuta je propovjedaonica koja stoji na dva korbela . Sastoji se od pravokutnog kućišta ukrašenog višebojnim mramorom. Sakristija i oratorij nalaze se lijevo od prezbiterija . Izgrađen na temeljima stare crkve San Carlo, oratorij je pravokutna prostorija s klaustarskim svodom koji sadrži niz trokutastih luneta .